# 2000 CP114
2000 CP114, também escrito como 2000 CP114, é um objeto transnetuniano (TNO) que está localizado no cinturão de Kuiper, uma região do Sistema Solar. Este corpo celeste é classificado como um plutino, pois, o mesmo está em uma ressonância orbital de 2:3 com o planeta Netuno. Ele possui uma magnitude absoluta (H) de 8 e, tem um diâmetro estimado com cerca de 111 km, por isso existem poucas chances que o mesmo possa ser classificado como um planeta anão, devido ao seu tamanho relativamente pequeno.

## Descoberta
2000 CP114 foi descoberto no dia 06 de fevereiro de 2000 pelo astrônomo Marc W. Buie.

## Órbita
A órbita de 2000 CP114 tem uma excentricidade de 0.166 e possui um semieixo maior de 39.476 UA. O seu periélio leva o mesmo a uma distância de 32.936 UA em relação ao Sol e seu afélio a 46.017.